# Pamela Motley Verrall
Pamela Motley Verrall (13 de agosto de 1915 - 1996) foi uma compositora e educadora musical galesa.
Verrall nasceu em Penrhiwceiber, País de Gales. O seu pai era músico. Verrall frequentou a Universidade do País de Gales, onde recebeu um BA em música em 1937 e um BA em Inglês, Alemão e Latim em 1938. Ela também obteve uma licença da Royal Academy of Music (LRAM) em Londres.
Verrall compôs pelo menos 90 canções sacras e seculares, bem como música de câmara e peças teatrais apresentadas no rádio e na televisão. As suas composições foram publicadas pela Bosworth, Chester Music (agora Wise Music), Cramer & Company, Feldman e Forsyth Publishing. Seus trabalhos incluem:

## Câmara
- Clarinetes em coro
- Clarinetes em concerto
- Sete Romances ( clarinete e piano )
- Seis conversas ( clarinete e piano )[5]
- Seis duetos de dança ( flauta de bisel e piano )
- Seis miniaturas para flauta de bisel
- Woodwind Trio ( oboé, clarinete e fagote )

## Teatro
- Around the World: Francis Drake
- Babushka (Christmas Play)
- Gingerbread Man
- Grand Tour of Europe
- Johnny Appleseed[6]
- Legend of the Yellow River
- Miracle Man
- Move Over, Mr. Noah
- Sea Spell
- Silver Arrow
- Son of Assisi
- Summer Water